# Liste der Monuments historiques in Le Bois-Plage-en-Ré
Die Liste der Monuments historiques in Le Bois-Plage-en-Ré führt die Monuments historiques in der französischen Gemeinde Le Bois-Plage-en-Ré auf.

## Liste der Objekte
Zum Verständnis siehe: Kirchenausstattung

### KircheNotre-Dame-de-Tous-les-Saints
| Bezeichnung                      | Beschreibung                                                    | Standort | Kennzeichnung | Schutzstatus | Datum | Bild |
| -------------------------------- | --------------------------------------------------------------- | -------- | ------------- | ------------ | ----- | ---- |
| Altar                            | Holz, farbig gefasst und vergoldet, Anfang des 19. Jahrhunderts | (Lage)   | PM17001067    | Inscrit      | 1979  |      |
| Gemälde Sieben Schmerzen Mariens | Öl auf Leinwand, Anfang des 19. Jahrhunderts                    | (Lage)   | PM17001070    | Inscrit      | 1979  |      |
| Expositionsnische                | Eisen, vergoldet, Ende des 18. Jahrhunderts                     | (Lage)   | PM17001072    | Inscrit      | 1979  |      |
| Kollektenschale                  | Messing, 1746                                                   | (Lage)   | PM17000040    | Classé       | 1979  |      |
| Zwei Chorstühle                  | Holz, 18. Jahrhundert                                           | (Lage)   | PM17000957    | Inscrit      | 1977  |      |
| Monstranz                        | Silber, 1838                                                    | (Lage)   | PM17001071    | Inscrit      | 1979  |      |
| Ziborium                         | Silber, vergoldet, 1761                                         | (Lage)   | PM17000039    | Classé       | 1979  |      |
| Altar                            | Altar mit Retabel und Tabernakel; Holz, 19. Jahrhundert         | (Lage)   | PM17000956    | Inscrit      | 1979  |      |
| Statue Madonna mit Kind          | Holz, farbig gefasst und vergoldet                              | (Lage)   | PM17000958    | Inscrit      | 1977  |      |
| Zwei Gemälde                     | Ensemble aus PM17001069 und PM17001067                          | (Lage)   | PM17001068    | Inscrit      | 1979  |      |
| Gemälde Christus am Ölberg       | Öl auf Leinwand, Anfang des 19. Jahrhunderts                    | (Lage)   | PM17001069    | Inscrit      | 1979  |      |